# СССР В-2 (Смольный)
СССР В-2 (Смольный) — дирижабль мягкого типа, построенный в Ленинграде. В мае 1932 года передан «Дирижаблестрою» в город Долгопрудный.

## Описание
Первые дирижабли мягкого типа СССР В-1, СССР В-2 «Смольный» и СССР В-3 «Красная звезда» предназначались для агитационных полетов и обучения экипажей. На этих дирижаблях выполнялись полеты по маршрутам: Москва — Горький — Москва, Ленинград — Москва — Ленинград, Москва — Харьков и другим. 7 ноября 1932 года над Красной площадью прошли дирижабли: В-1, В-2, В-3 и В-4. На дирижаблях испытывались методы борьбы с лесными пожарами, учёта лесов и уничтожения малярийных очагов, применения дирижаблей в сельском хозяйстве. Для ВВС проводились прыжки парашютистов.
Оболочка дирижабля была выполнена из трехслойной прорезиненной ткани с 4 газовыми клапанами. Двухсекционный баллонет с 4 клапанами. Гондола длиной 9 метров, шириной 2 метра, высотой 3,25 метра. Гондола подвешивалась к оболочке стальными тросами. По бокам в задней части гондолы были установлены два двигателя с воздушным охлаждением мощностью по 240 л.с. В гондоле хранился балласт — 350 кг воды в прорезиненных брезентовых мешках. Управление рулями осуществлялось тросовыми тягами.
13 февраля 1934 года в результате сильного сжатия пароход Челюскин был раздавлен льдами и затонул. Через два дня после крушения судна в Москве была образована специальная комиссия для эвакуации членов экспедиции.
В марте 1934 года дирижабли В-2 (Смольный) и СССР В-4 были отправлены по железной дороге во Владивосток. Предполагалось, что дирижабли из Уэлена будут летать в лагерь Шмидта для спасения челюскинцев. Но челюскинцы были вывезены самолётами. Уже 5 марта летчик Анатолий Ляпидевский на самолёте АНТ-4 пробился к лагерю и снял со льдины десять женщин и двоих детей.
6 сентября 1935 года на аэродроме в Сталино (Донбасс) СССР В-2 находился на бивачной стоянке. На борту оставалось 4  члена экипажа и 11 пионеров экскурсантов, командир корабля находился на аэродроме. В 21:15 налетевший шквал сорвал дирижабль с 60 штопорных якорей. Дирижабль начал подниматься вверх. Три человека схватились за тросы, и пытались удержать дирижабль. Двое спрыгнули с высоты 10 метров. Командир корабля Н. С. Гудованцев на высоте 120 метров смог попасть в гондолу. На высоте 800 метров экипаж запустил двигатели и ушел из опасной зоны. Через 5 часов 45 минут дирижабль вернулся на базу. За совершенный подвиг Н. С. Гудованцев был награждён орденом Красной Звезды.
СССР В-2 (Смольный) был разобран в 1939 году после принятия правительством СССР решения о консервации дирижаблестроения.